# Colin Trevorrow
Colin Trevorrow (San Francisco, 13 september 1976) is een Amerikaans regisseur en scenarioschrijver.
Hij is het best bekend als regisseur van de film Safety Not Guaranteed (2012) en het vierde deel in de Jurassic Park-franchise, Jurassic World (2015).

## Biografie
Trevorrow werd geboren op 13 september 1976 en opgevoed in Oakland. Hij studeerde in 1999 af van de New York Univerity's Tisch School of the Arts.

## Carrière
Trevorrow schreef en regisseerde in 2002 zijn eerste korte film, Home Base. Hij bleef werken als scenarioschrijver en verkocht zijn eerste script aan DreamWorks in 2006. In 2008 begon Trevorrow samen te werken met Derek Connolly, tien jaar nadat ze elkaar ontmoetten als studenten, terwijl ze werkten aan Saturday Night Live. Ze schreven aan een scenario voor een politiefilm. Trevorrow zei dat hij zo genoot van de samenwerking dat hij zijn solocarrière stopzette om samen te werken met Connolly.
In 2012 regisseerde Trevorrow Safety Not Guaranteed, een film geïnspireerd op een krantenadvertentie uit 1997. Connolly schreef het script met de bedoeling dat Trevorrow de film zou regisseren. Hierna werden Trevorrow en Connolly ingehuurd door The Walt Disney Company om een remake te maken van een film uit 1986, Flight of the Navigator. Deze aankondiging kwam er nadat er zich valse geruchten verspreidden dat Trevorrow Star Wars: Episode VII zou regisseren.
Op 14 maart 2013 werd bekendgemaakt dat Trevorrow Jurassic World ging regisseren. Het script komt van Trevorrow en Connolly. Hij schreef later het script voor Jurassic World: Fallen Kingdom uit 2018, waarna hij het vervolg, Jurassic World Dominion uit 2019, hierop schreef en regisseerde. 
Colin Trevorrow schreef het originele script voor de film Star Wars: Episode IX: The Rise of Skywalker (2019), die hij ook origineel zou ook gaan regisseren maar uiteindelijk niet deed. 
- Biblioteca Nacional de España: XX5581892
- CiNii: DA19221796
- Gemeinsame Normdatei: 1049452674
- International Standard Name Identifier: 0000 0003 8393 2219
- Library of Congress Control Number: no2012141118
- Nationale Bibliotheek van Tsjechië: xx0199970
- Nederlandse Thesaurus van Auteursnamen: 369585585
- Système universitaire de documentation: 189256443
- Virtual International Authority File: 272760098
- WorldCat: E39PBJvXmmBVMJWDJMdwVPMtrq